# Модель дрейфу
Модель дрейфу (рос. модель дрейфа; англ. drift model; нім. Driftmodell n) – 
1. Модель пасивного руху тіла під дією суми зовнішніх факторів, наприклад, бульбашок газу під дією течії рідини, судна під дією вітру та існуючих течій тощо.

1. Модель дрейфу параметрів. Наприклад, модель зміни значення вихідного сигналу пристрою в той час, коли значення всіх його вхідних сигналів  незмінні. У прогностичній аналітиці та машинному навчанні концепція дрейфу означає, що статистичні властивості цільової змінної, яку модель намагається передбачити, змінюються з часом непередбаченими способами. Це спричиняє проблеми, оскільки з часом прогнози стають менш точними.